# Atlantische Hurrikansaison 1998
Die atlantische Hurrikansaison 1998 begann offiziell am 1. Juni und dauerte bis zum 30. November 1998. Diese Daten begrenzen konventionell die Zeit des Jahres, in der sich im Atlantischen Ozean die meisten tropischen Wirbelstürme bilden; allerdings endete die Saison tatsächlich erst mit der Auflösung von Hurrikan Nicole am 1. Dezember. Die bedeutendsten Stürme der Saison waren Hurrikan Georges und Hurrikan Mitch; Georges verursachte schwere Schäden in der Karibik und an der Golfküste der Vereinigten Staaten und tötete 603 Personen, meist in der Dominikanischen Republik und in Haiti. Mitch tötete mindestens 11.000 Personen, vor allem in Honduras und Nicaragua und ist damit der atlantische Hurrikan mit den meisten Opfern in moderner Zeit. Nur die Zahl der Opfer des Großen Hurrikans von 1780 liegen höher.

## Saisonüberblick

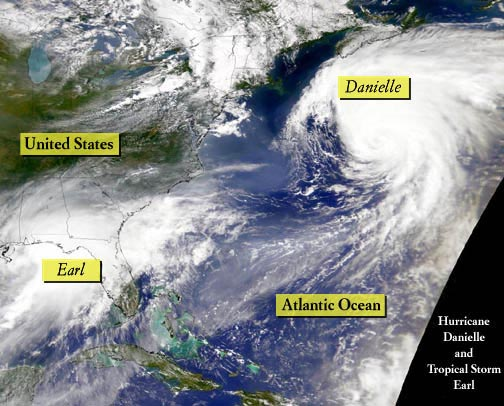
Hurrikan Earl and Hurrikan Danielle

Die Saison begann spät, da sich das erste System erst gegen Ende Juli entwickelte und auch Anfang August war eher ruhig. Der weitere Verlauf der Saison war bis Anfang Oktober recht aktiv. Im September erreichten fünf Stürme Hurrikanstatus, der Monat war mit sieben Stürmen insgesamt unter den aktivsten seit Beginn der Aufzeichnungen. Außerdem existierten zwei Stürme im November, einer davon entwickelte sich zu einem Hurrikan. Insgesamt zogen 1998 sieben tropische Systeme an den Küsten des Atlantischen Ozeans über Land, vier davon als Hurrikan. Mit sechs tropischen Wirbelstürmen im Golf von Mexiko war diese Region relativ stark betroffen.

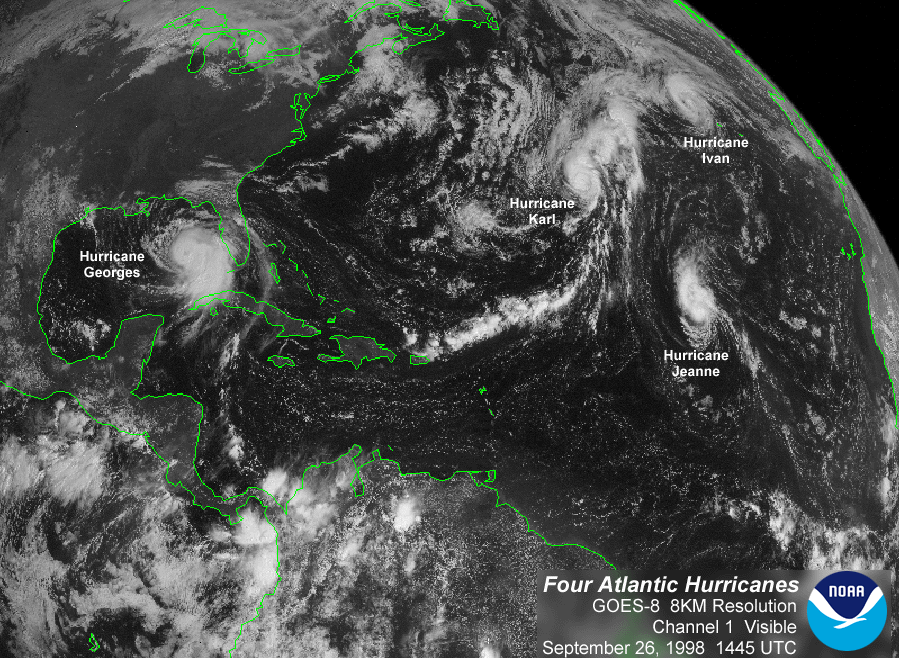
Die vier Hurrikane Georges, Ivan, Karl und Jeanne am 26. September

Ein äußerst ungewöhnliches Ereignis trat im Verlauf der Saison ein, als am 26. September vier Hurrikane gleichzeitig im atlantischen Becken bestanden, Georges, Ivan, Karl und Jeanne. Seit der atlantischen Hurrikansaison 1893 wurde zuvor ein solches Zusammentreffen noch nie aufgezeichnet. Bereits die gleichzeitige Existenz dreier Hurrikane ist ziemlich selten; zwischen 1950 und 2005 trat dieser Fall nur siebenmal ein.

## Stürme

### Tropischer Sturm Alex
Am 26. Juli löste sich eine tropische Welle von der Küste Westafrikas und wanderte westwärts. Die Welle, die schon recht gut organisiert war, gelangte rasch in ein Gebiet mit vorteilhaften Bedingungen für eine weitere Entwicklung. Am 27. Juli bildete sich etwa 550 km südsüdwestlich der Kapverden das Tropische Tiefdruckgebiet Eins. Nach fast 24 Stunden der Ruhe, während der das System eine schwache Organisation und nur minimale Konvektionstätigkeit aufrechterhielt, ergaben Satellitenaufnahmen eine starke Konvektion in der Nähe des Zentrums des nun sich intensivierenden Tiefs. Etwa um Mitternacht des 29. Juli wurde das Tiefdruckgebiet zum tropischen Sturm hochgestuft.
Alex blieb auf westnordwestlichen Kurs, kämpfte jedoch mit Windscherung und einem subtropischen Trog, der den Sturm fast auseinanderriss. In der Frühe des 31. Juli erreichte Alex nach den Annahmen des NHCs mit einem Zentralluftdruck von 1002 hPa und Windgeschwindigkeiten von 80 km/h seine größte Intensität. Die Windscherung nahm zu und schuf für die weitere Entwicklung nahezu unmögliche Bedingungen, und so löste sich das System rasch auf, als es am 2. August in eine nordwestliche Richtung drehte. Alex war zunächst der letzte Sturm, der sich im Juli bildete, da es in den Jahren 1999–2001 keinen tropischen Wirbelsturm im atlantischen Becken in diesem Monat gab. Der nächste Julisturm war Arthur, der sich am 15. Juli 2002 formte.

### Hurrikan Bonnie
Bonnie entstand am 19. August aus einem schlecht organisierten tropischen Tiefdruckgebiet östlich der Leeward Islands. Der tropische Sturm zog nach West-Nordwest, passierte den Antillenbogen und erreichte nördlich von Puerto Rico am 22. August die Stärke eines Hurrikans. Zu dem Zeitpunkt drehte der Sturm nach Nordwesten ab, von den Bahamas und Florida weg, auf die Carolina-Staaten zu. Bonnie intensivierte sich mit Windgeschwindigkeiten von 185 km/h zu einem Kategorie-3-Hurrikan und behielt diese Stärke bis kurz vor dem Überqueren der Küste durch das Auge am 27. August bei Wilmington, North Carolina bei. Über Land setzte Bonnie eine Wende nach Osten fort, die der Hurrikan noch über Wasser begonnen hatte und gelangte als tropischer Sturm wieder über die Meeresoberfläche. So konnte sich Bonnie noch einmal zu einem Minimal-Hurrikan intensivieren, bevor sich das System weiter auf dem Weg nach Nordosten rapide abschwächte. Bonnie wurde am 30. August etwa 450 km südsüdöstlich von Neufundland außertropisch.
Eine Messstation elf Kilometer nördlich von Wilmington zeichnete im Zusammenhang mit Bonnie eine Niederschlagsmenge von 370 mm auf. Die Auswirkungen von Hurrikan Bonnie sind für drei Tote verantwortlich, sowie Sachschäden in Höhe von 720 Millionen US-Dollar (1998; inflationsbereinigt 1.386 Millionen US-Dollar), der größte Teil davon in Hampton Roads, Virginia. Bonnie war der dritte Hurrikan, der innerhalb von drei Jahren direkt auf North Carolina traf.

### Tropischer Sturm Charley
Charley bildete sich am 21. August im westlichen Golf von Mexiko aus einer tropischen Welle, die sich am 9. August von der Küste Afrikas gelöst hatte. Das System zog westwärts und intensivierte sich bis zum Landfall mit Windgeschwindigkeiten von 115 km/h bei Port Aransas am 22. August. Charley setzte seinen Weg über Land fort, bis sich das System am 25. August bei Del Rio auflöste.
Charley erzeugte im und um das Val Verde County in Texas gefährliche Überflutungen. Dreizehn Menschen starben in diesem Bundesstaat und weitere sieben Opfer wurden aus dem südlich der Grenze zu Mexiko liegenden Ciudad Acuña, Coahuila gemeldet. Zwischen 300 und 1500 Häuser, Wohnwagen, Betriebe und Wohnungen wurden durch die Überschwemmungen entweder beschädigt oder zerstört. Der Sachschaden summierte sich auf bis zu 50 Millionen US-Dollar (1998; inflationsbereinigt 96 Millionen US-Dollar). Del Rio meldete im Zusammenhang mit Charley rund 430 mm Niederschlag innerhalb von 24 Stunden. Diese Regenmenge war ein Rekordwert für die Stadt und die höchste Niederschlagsmenge durch einen tropischen Wirbelsturm in Texas seit dem Durchzug des Tropischen Sturms Claudette 1979.

### Hurrikan Danielle
Danielle erhielt ihren Namen am 24. August, als sich das Zentrum des Sturmes etwa 1100 km westsüdwestlich der Kapverden befand. Der Sturm zog in westnordwestlicher Richtung und intensivierte sich zum Hurrikan. Während der nächsten fast sechs Tage zog Danielle fast gerade weiter. Die Stärke des Hurrikans schwankte zwischen einem schwachen Hurrikan der Kategorie 1 und einem starken Hurrikan der Kategorie 2 hin und her. Bei der Annäherung an das Festland Nordamerikas drehte Danielle zunächst nach Norden und schließlich nach Nordosten ab. Bonnie war nach dem Überqueren der Küste der Carolina-Staaten am 28. August wieder auf den offenen Ozean hinausgezogen, und so galt die Aufmerksamkeit der US-amerikanischen Öffentlichkeit nun Danielle, die als Kategorie-2-Hurrikan auf der Saffir-Simpson-Hurrikan-Windskala andauernde Windgeschwindigkeiten von 160 km/h erreichte.
Danielle zog weiter rasch nach Nordwesten. Ein Trog im Jetstream vor der Ostküste der Vereinigten Staaten hinderte Danielle jedoch daran, über Bermuda hinweg zu ziehen. Als Danielle deswegen über kühleres Wasser gelangte, setzte der Verlust der tropischen Eigenschaften ein. Danielle wurde am 4. September für außertropisch befunden, als das System sich südlich von Kap Race, Neufundland, befand. Die Windgeschwindigkeiten Danielles entsprachen zu dem Zeitpunkt durchaus noch denen eines Hurrikans und das System behielt seine Organisierung bei, als es weiter ostwärts zog. Der außertropische Sturm wurde noch verfolgt, bis er sich am 8. September nördlich von Irland mit einem anderen System vereinigte.
Danielle verursachte keine Verluste an Menschenleben, die Britischen Inseln bekamen am 6. September jedoch die Auswirkung des Resttiefs deutlich zu spüren. Einige Menschen mussten aus Seenot gerettet werden. Danielle verursachte an der Westküste Großbritanniens Sachschäden; in Cornwall wurden Menschen an der Küste in Sicherheit gebracht.

### Hurrikan Earl
Earl wurde am 31. August im südwestlichen Golf von Mexiko zu einem benannten System. Earl zog in einer allgemein nordöstlichen Richtung und intensivierte sich am 2. September etwa 230 km südsüdöstlich von New Orleans zum Hurrikan, obwohl er eine eher auf ein subtropisches System hinweisende Struktur ähnlich einem Komma mit einem trockenen Abschnitt aufwies. Beim Landfall am 3. September in der Nähe von Panama City, Florida war der Hurrikan in die Kategorie eins eingestuft. Earl zog über Land und wurde über Georgia außertropisch, bevor er wieder über das Meer gelangte und seine Zugbahn über den nördlichen Atlantik führte. Er wurde schließlich am 8. September von den außertropischen Resten Danielles absorbiert.
Hurrikan Earl verursachte den Tod von drei Personen. Der größte Teil der auf 79 Millionen US-Dollar (1998; inflationsbereinigt 152 Millionen US-Dollar) geschätzten Sachschäden wurde durch die 7,3 m hohe Sturmflut verursacht. Der Niederschlag bei der Überquerung Floridas war kräftig und erreichte etwa 8 km nordöstlich von Panama City mit 416 mm den höchsten Wert.

### Tropischer Sturm Frances
Frances bildete sich am 8. September im westlichen Golf von Mexiko. Das System triftete kurz nach Süden, schlug dann aber eine nördliche und schließlich nordwestliche Zugbahn ein. Der Landfall am 11. September nördlich von Corpus Christi erfolgte als mäßig starker tropischer Sturm. Dieser schwächte sich in ein tropisches Tiefdruckgebiet ab, das über Land nordwärts wanderte und sich nördlich von Dallas, Texas auflöste.
Der Sturm hatte relativ große Ausmaße; der Radius der Winde in Sturmstärke reichte 485 km vom Zirkulationszentrum weg. Eine Sturmflut von bis zu 7,3 m wurde an der Küste von Texas aufgezeichnet, und in manchen Gebieten fielen mehr als 250 mm Niederschlag.
Der Tropische Sturm Frances war durch einen Tornado für ein direktes Opfer im Lafourche Parish von Louisiana verantwortlich. Schwerer Regen führte zu weitreichenden Schäden durch Überschwemmungen im Südosten des Bundesstaates Texas und im Südwesten von Louisiana, die auf 500 Millionen US-Dollar (1998; inflationsbereinigt 962 Millionen US-Dollar) geschätzt wurden.

### Hurrikan Georges
Eine tropische Welle löste sich von der Küste Afrikas und organisierte sich am 15. September etwa 550 km südsüdwestlich der Kapverden in ein tropisches Tiefdruckgebiet. Es entwickelte sich am nächsten Tag etwa 1150 west-südwestlich der Kapverden zu einem tropischen Sturm. Georges nahm einen für einen Kapverden-Typ-Hurrikan typischen Verlauf und folgte einer nahezu geraden westnordwestlichen Zugbahn. Georges intensivierte sich stetig und erreichte am 20. September fast die Kategorie fünf der Saffir-Simpson-Hurrikan-Windskala, etwa 530 km östlich von Guadeloupe. Georges schwächte sich von da an stetig ab, blieb aber auf Kurs zu den Leeward Islands und den Großen Antillen.
Am 21. September erreichte Georges die Inselgruppe. Er zog über mehrere kleine Antilleninseln hinweg, zunächst über Antigua. Nachdem er die Leeward Islands hinter sich gelassen hatte, folgten Puerto Rico und nach einer leichten Intensivierung Hispaniola. Dort verlor er über dem Bergland einiges an Kraft und gelangte als minimaler Hurrikan wieder über Wasser. Anschließend zog Georges die Nordküste Kubas entlang und überquerte Key West, Florida als Kategorie-2-Hurrikan. Über dem Golf von Mexiko drehte der Hurrikan leicht nach Norden und querte die Festlandsküste bei Biloxi am 28. September. Über dem Süden des Bundesstaates Mississippi, schwächte sich der Sturm dann ab und mäandrierte langsam nach Osten, wo er sich am 1. Oktober über dem Norden Floridas auflöste.
Der von Georges angerichtete Schaden war immens. Es gab 602 direkt durch den Hurrikan verursachte Opfer, fast alle davon in der Dominikanischen Republik und Haiti. Der Sachschaden auf dem Gebiet der Vereinigten Staaten und seiner Außengebiete wurde auf 5,9 Milliarden US-Dollar geschätzt (1998; inflationsbereinigt 11,4 Milliarden US-Dollar). Der Sachschaden in den anderen betroffenen Gebieten in Geld ausgedrückt ist nicht verfügbar. Rund 185.000 Menschen in der Dominikanischen Republik und noch einmal 167.000 in Haiti wurden obdachlos. Kuba meldete die Zerstörung von 3500 Häusern. Hurrikan Georges war ein sehr zerstörerischer Hurrikan, seine Opferzahl liegt im 20. Jahrhundert an 19. Stelle. Georges war einer der vier aktiven Hurrikane am 26. September.

### Tropischer Sturm Hermine
Hermine entwickelte sich einige hundert Kilometer südlich von Louisiana am 17. September zu einem tropischen Tiefdruckgebiet. Das Tief kreiste vor der Küste, bevor es nach Norden zog. Am 19. September wurde es zum Tropischen Sturm Hermine aufgestuft und gelangte in dieser Intensität in der Nähe von Cocodrie, Louisiana am nächsten Tag über Land. Der Sturm erzeugte zwei Tornados verursachte jedoch nur geringen Sachschaden. Eine Person wurde durch die Auswirkungen des Sturmes verletzt.

### Hurrikan Ivan
Eine tropische Welle direkt vor den Kapverden organisierte sich am 19. September zu einem tropischen Tiefdruckgebiet, das in westnordwestlicher Richtung zog, bevor es sich zum Tropischen Sturm Ivan intensivierte. Ivan wanderte dann nordwärts und verstärkte sich zu einem Hurrikan. Nach und nach wandte sich Ivan nach Osten und passierte am 26. September die Azoren knapp nördlich. Am nächsten Tag verlor Hurrikan Ivan seine tropischen Eigenschaften. Ivan verursachte keine Schäden und es gibt keine Berichte von Messstationen an Land, an denen Ivan die Stärke eines tropischen Sturms erreichte. Ivan war einer der vier aktiven Hurrikane am 26. September.

### Hurrikan Jeanne
Jeanne entwickelte sich etwa 260 km vor der Küste von Guinea-Bissau zu einem tropischen Tiefdruckgebiet. Jeanne bildete sich damit weiter östlich als jeder andere aufgezeichnete atlantische tropische Wirbelsturm davor, mit Ausnahme von Christine 1973. Das System zog in westnordwestlicher Richtung und erhielt am 21. September den Namen Jeanne. Der Sturm intensivierte sich weiter und wurde zu einem Hurrikan der Kategorie zwei. Am 25. September schlug Jeanne einen Bogen nach rechts ein und zwei Tage später zog Jeanne ostwärts als sich abschwächender tropischer Sturm über die Azoren hinweg. Die Azoren hinter sich lassend wurde das System außertropisch. Als außertropischer Sturm erreichte das System mit Winden in Orkanstärke am 4. Oktober Portugal und löste sich über Spanien auf. Im Zusammenhang mit Jeanne wurden keine Schäden gemeldet. Jeanne war einer der vier aktiven Hurrikane am 26. September.

### Hurrikan Karl
Hurrikan Karl zog im Allgemeinen nach Nordosten und schwächte sich zu einem tropischen Sturm ab, als er die Azoren passierte. Karl wurde am 28. September außertropisch und löste sich südlich von Irland am Tag darauf auf. Karl war einer der vier aktiven Hurrikane am 26. September.

### Hurrikan Lisa
Lisa formte sich am 5. Oktober etwa auf halbem Weg zwischen Afrika und den Inseln über dem Winde zum tropischen Sturm mit Windgeschwindigkeiten von 85 km/h. Der Sturm zog im Wesentlichen nach Norden und begann sich am 9. Oktober nach vorne zu beschleunigen. Am Nachmittag dieses Tages betrug die Zuggeschwindigkeit mehr als 90 km/h, ungewöhnlich schnell für ein tropisches Windsystem. Lisa erreichte kurzfristig die Stärke eines leichten Hurrikans, vereinigte sich dann jedoch über dem nördlichen Atlantik mit einer Kaltfront. Am nächsten Tag war das System nicht mehr als Sturm identifizierbar. Hurrikan Lisa hatte keine Auswirkungen auf Land und richtete auf See keine Schäden an.

### Hurrikan Mitch
Hurrikan Mitch war mit andauernden Windgeschwindigkeiten von 290 km/h einer der stärksten atlantischen Hurrikane, die je beobachtet wurden. Mitch hatte vor allem Auswirkungen in Honduras und Nicaragua und tötete dort mehr als 11.000 Menschen. Mitch war so der atlantische Hurrikan mit den meisten Opfern seit mehr als zweihundert Jahren und wurde nur durch den Großen Hurrikan von 1780 übertroffen.
Die Toten gehen größtenteils auf Überschwemmungen zurück, da der langsam wandernde Sturm nahezu 900 mm Niederschlag ablud. Zehntausende von Häusern wurden beschädigt oder zerstört, mehr als drei Millionen Einwohner wurden obdachlos. Der Sachschaden wurde auf mehr als fünf Milliarden US-Dollar (1998; inflationsbereinigt 10) geschätzt.
Als deutlich schwächerer Sturm überquerte Mitch später die Halbinsel Yucatán und Florida, bevor er auf den nördlichen Atlantik hinauszog und bis nördlich von Großbritannien beobachtet wurde.

### Hurrikan Nicole
Nicole war ein Hurrikan, der sich spät in der Saison aus einem nichttropischen System im östlichen Atlantik bildete. Das Tiefdruckgebiet intensivierte sich zu einem tropischen Sturm, als es sich am 24. November ein gutes Stück westlich der Kanarischen Inseln befand. Der Sturm zog einige Tage in westsüdwestlicher Richtung. Windscherung führte am 26. November zur Abschwächung des Systems, sodass das NHC die Sturmwarnungen zunächst nicht fortführte. Das System konnte sich jedoch regenerieren und wurde am 27. November erneut als tropischer Sturm klassifiziert.
Nicole begann dann völlig unerwartet mit einer langsamen Kehre und folgte am 30. November als minimaler Hurrikan einem nordöstlichen Kurs auf die Azoren zu. Der Sturm kehrte jedoch auf eine nördliche Zugrichtung zurück und wurde am 1. Dezember als außertropisch klassifiziert. Hurrikan Nicole hatte keine direkten Auswirkungen auf Land, und es wurden keine Schäden durch Nicole verzeichnet.

### Andere Stürme

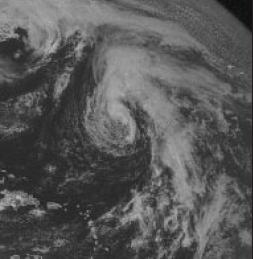
Möglicher subtropischer Zyklon im April

Am 1. April entwickelte sich eine ausgedehnte subtropische Zirkulation mit Zentrum etwa 370 km nordöstlich von Antigua. Sie intensivierte sich und baute Konvektion auf. Das System zog stetig nordostwärts und die Windgeschwindigkeiten erreichten Sturmstärke. Das System entwickelte insofern tropische Eigenschaften, dass die latent in Gewittern freigesetzte Wärme die primäre Energiequelle des Systems war. Das National Hurricane Center gab am 2. April eine besondere Stellungnahme zur Bildung einer tropischen Störung heraus, das System begann sich jedoch am nächsten Tag abzuschwächen, weil die Konvektion zusammenfiel. Das Tief schwächte sich am 4. April weiter ab, als es nach Nordosten beschleunigte. Mehrere Schiffe, die durch das System fuhren, meldeten Windgeschwindigkeiten von 65 km/h und Wellenhöhen von 7,3 m. Das Tropical Prediction Center klassifizierte das System als hybrides Tief und das National Hurricane Center überprüfte seine Daten, um festzustellen, ob es sich in einen subtropischen Sturm entwickelt hatte. Letztlich wurde entschieden, es nicht in die Hurrikandatenbank aufzunehmen.
Ein weiteres ausgedehntes Tiefdruckgebiet bildete sich am 19. Oktober über dem Nordwesten des Karibischen Meeres. Es zog nach Nordwesten und entwickelte eine wohlorganisierte Konvektion, als es die Halbinsel Yucatán überquerte. Am 21. Oktober erinnerte das System an die Entwicklungsstadien von Hurrikan Earl und dem tropischen Sturm Francis, die sich früher in der Saison entwickelt hatten. Eine starke Kaltfront im Norden drängte das System nach Südwesten, wobei sich in der Nähe des bodennahen Zirkulationszentrums weiter Konvektion entwickelte. Trotz der Einwirkungen durch die Kaltfront organisierte sich das System besser, sodass ein Aufklärungsflug in das Tiefdruckgebiet angesetzt wurde. Am 23. Oktober zog das System bei Veracruz über die Küste, bevor die hurricane hunter das Tiefdruckgebiet erreichen konnten. Das Tief schwächte sich über dem mexikanischen Festland ab und löste sich am 24. Oktober auf. Die Natur des Systems ist unbekannt; der Stand der Organisation kurz vor Landfall deutet auf tropische Eigenschaften hin; die Interaktion mit der Kaltfront lässt auf nichttropische Eigenschaften schließen. Letztlich klassifizierte das Tropical Prediction Center das System als hybrid/tropisches Tief.

## Accumulated Cyclone Energy (ACE)
| ACE (104kn2) – Sturm | ACE (104kn2) – Sturm | ACE (104kn2) – Sturm | ACE (104kn2) – Sturm | ACE (104kn2) – Sturm | ACE (104kn2) – Sturm |
| -------------------- | -------------------- | -------------------- | -------------------- | -------------------- | -------------------- |
| 1                    | 39,4                 | Georges              | 8                    | 7,45                 | Karl                 |
| 2                    | 35,9                 | Mitch                | 9                    | 5,00                 | Lisa                 |
| 3                    | 24,8                 | Bonnie               | 10                   | 3,90                 | Earl                 |
| 4                    | 23,1                 | Danielle             | 11                   | 2,83                 | Alex                 |
| 5                    | 18,8                 | Jeanne               | 12                   | 1,63                 | Frances              |
| 6                    | 9,92                 | Ivan                 | 13                   | 0,845                | Charley              |
| 7                    | 7,63                 | Nicole               | 14                   | 0,565                | Hermine              |
| Total= 182 (181,77)  |                      |                      |                      |                      |                      |

Die nebenstehende Tabelle zeigt die ACE für jeden Sturm dieses Jahres. Die ACE beschreibt die Energie eines tropischen Sturms, indem die maximale Windgeschwindigkeit eines Sturms mit ihrer Dauer multipliziert wird, das heißt, lange andauernde Stürme, sowie starke Stürme haben einen hohen ACE-Wert. Traditionell werden von der NOAA lediglich benannte Stürme mit Windgeschwindigkeiten von über 34 Knoten (63 km/h) erfasst, aber nicht in Phasen, in denen sie als subtropisch eingestuft waren.

## Sturmnamen
Die folgenden Namen wurden 1998 für die Benennung tropischer Wirbelstürme im atlantischen Becken verwendet. Die Liste ist identisch mit der Namensliste für die Saison 1992, mit Ausnahme des Namens Alex, der Andrew ersetzt hat.
Alex, Bonnie, Charley, Danielle, Earl, Frances, Georges, Hermine, Ivan, Jeanne, Karl, Lisa, Mitch und Nicole
Nicht zur Anwendung kamen:
Otto, Paula, Richard, Shary, Tomas, Virginie und Walter
Die Namen Alex, Lisa, Mitch und Nicole wurden 1998 zum ersten Mal verwendet. Durch die World Meteorological Organization wurden im Frühjahr 1999 zwei Namen von der Liste der Namen tropischer Wirbelstürme gestrichen, Georges und Mitch. Diese wurden in der atlantischen Hurrikansaison 2004 durch Gaston und Matthew ersetzt.